# Белорылый психролют
Белорылый психролют (лат. Psychrolutes phrictus) — вид рыб рода психролютов семейства психролютовых, обитающий в Тихом океане.

## Описание
Рыба обитает на глубинах от 800 до 2800 метров в Тихом океане, от Японии до Калифорнии и Мексики. Похож на Psychrolutes marcidus и является её близким родственником. Питается ракообразными, иглокожими и моллюсками. Рыба имеет головасткообразное тело серого цвета, с маленькими колючками. Во время наблюдения с дистанционно управляемых водолазных аппаратах между 2000 и 2002 годами у побережья Калифорнии на глубине 1603 метров были обнаружены два нерестилища этих рыб. Подобно Psychrolutes marcidus, в своей естественной среде обитания выглядит как рыба с привычным телосложением, а на поверхности деформируется, образуя желеобразную форму. Большинство этих рыб находилось в непосредственном контакте с кладкой, содержащей до 50 яиц, каждое 4 миллиметра в диаметре. Кладки не имели признаков осадочного покрова, и авторы пришли к выводу, что родители не только держались рядом с кладками, чтобы защитить их, но и активно заботились о них. Районы размножения использовались не только для этих рыб, но и для некоторых кальмаров, которые, по-видимому, тоже активно участвовали в уходе за выводком